# Hôtel d'Agut
Pour les articles homonymes, voir Agut.
L'hôtel d'Agut est un hôtel particulier situé au n° 2 de la place des Prêcheurs, à Aix-en-Provence (France).
Diverses parties du bâtiment furent classées au titre de monument historique en 1928, puis 1948.

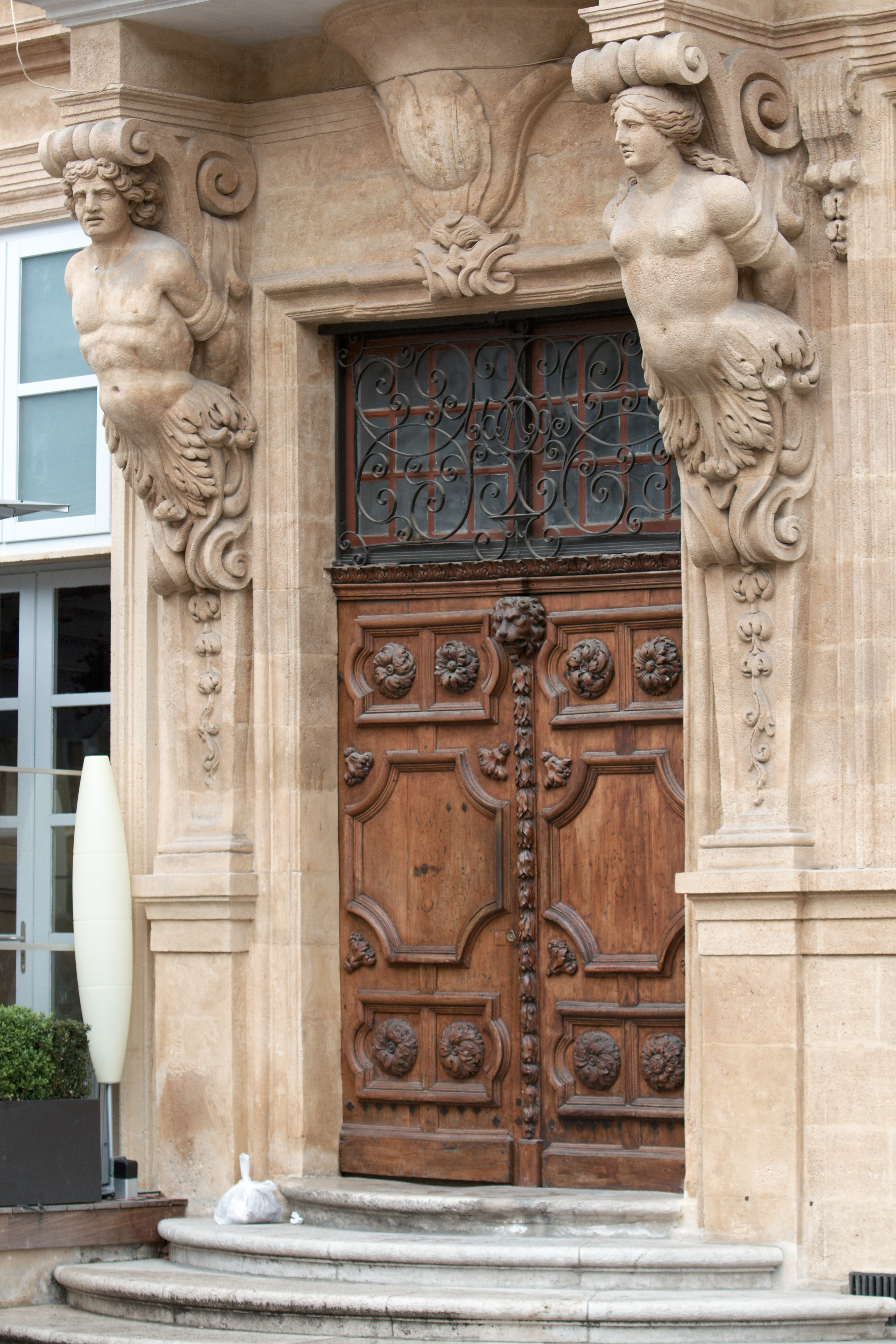
Porte originelle du XVIIe siècle, cariatide et atalante de l'entrée principale de l'hôtel d'Agut

## Historique
L'hôtel particulier fut construit pour Pierre d'Agut, conseiller au Parlement de Provence.

## Architecture
La façade, du XVIIe siècle, présente une belle succession de frontons triangulaires et curvilignes aux fenêtres.
Une cariatide et un atlante ornent la porte principale. Sur la façade rue Thiers, la caisse d'horloge a servi d'enseigne à une boutique d'horlogerie au XIXe siècle.
Concernant les ornements architecturaux, contrairement aux colonnes sévères des bâtiments de style Louis XIV en vogue à cette époque, les constructeurs aixois préfèrent ici des proues de bateaux et figures plus fantasques.